# Limnesia columbica
Limnesia columbica är en kvalsterart som beskrevs av Marshall 1924. Limnesia columbica ingår i släktet Limnesia och familjen Limnesiidae. Inga underarter finns listade i Catalogue of Life.